# Inuici

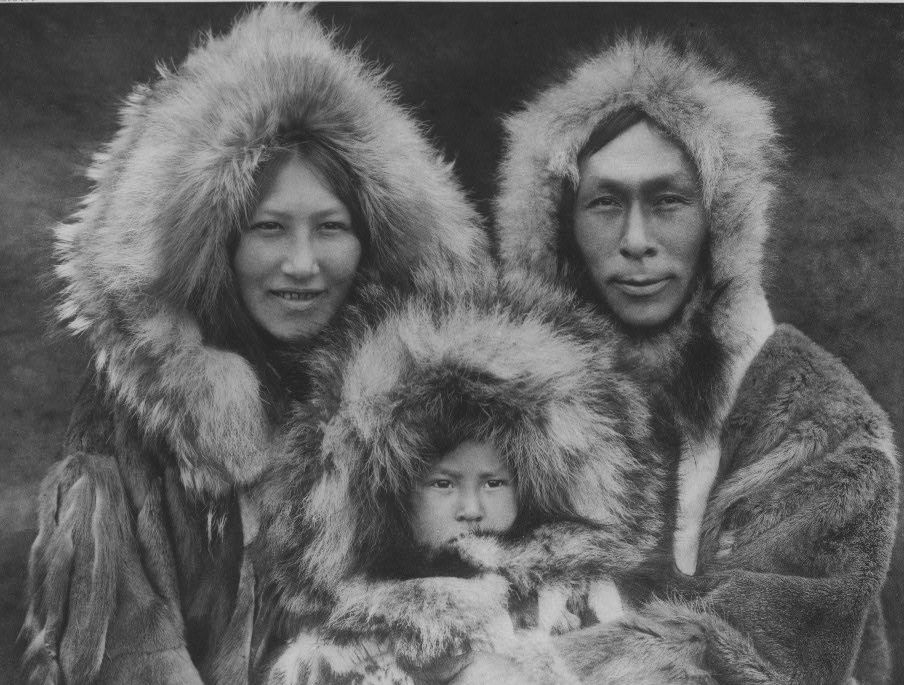
Inuicka rodzina ok. roku 1930

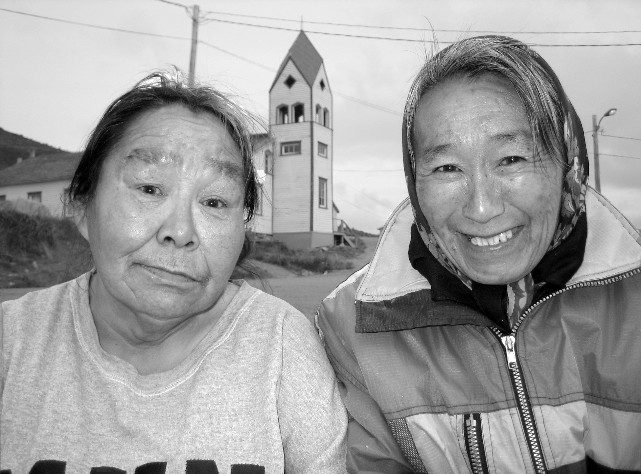
Inuitki z Labradoru

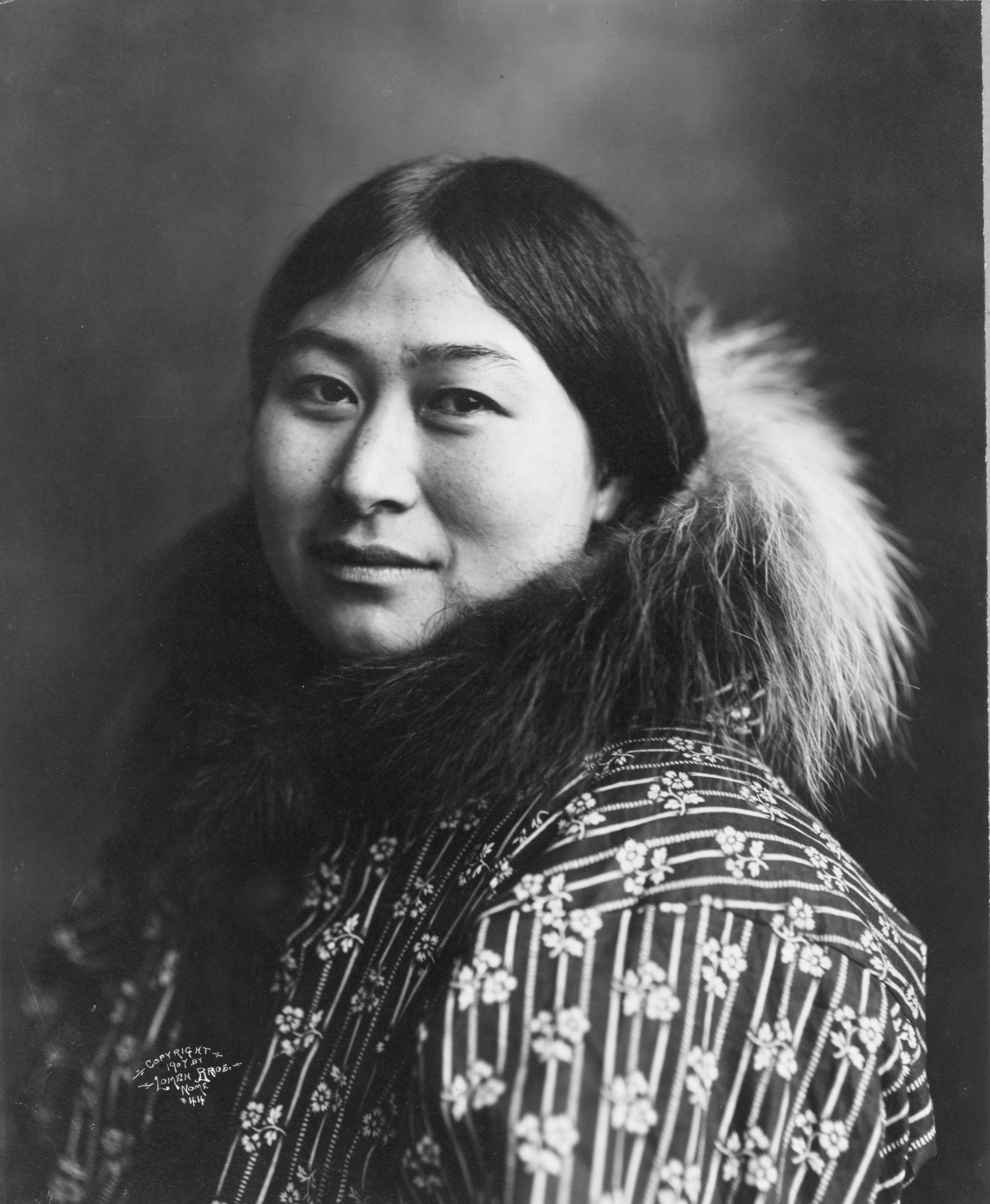
Inuitka – 1907

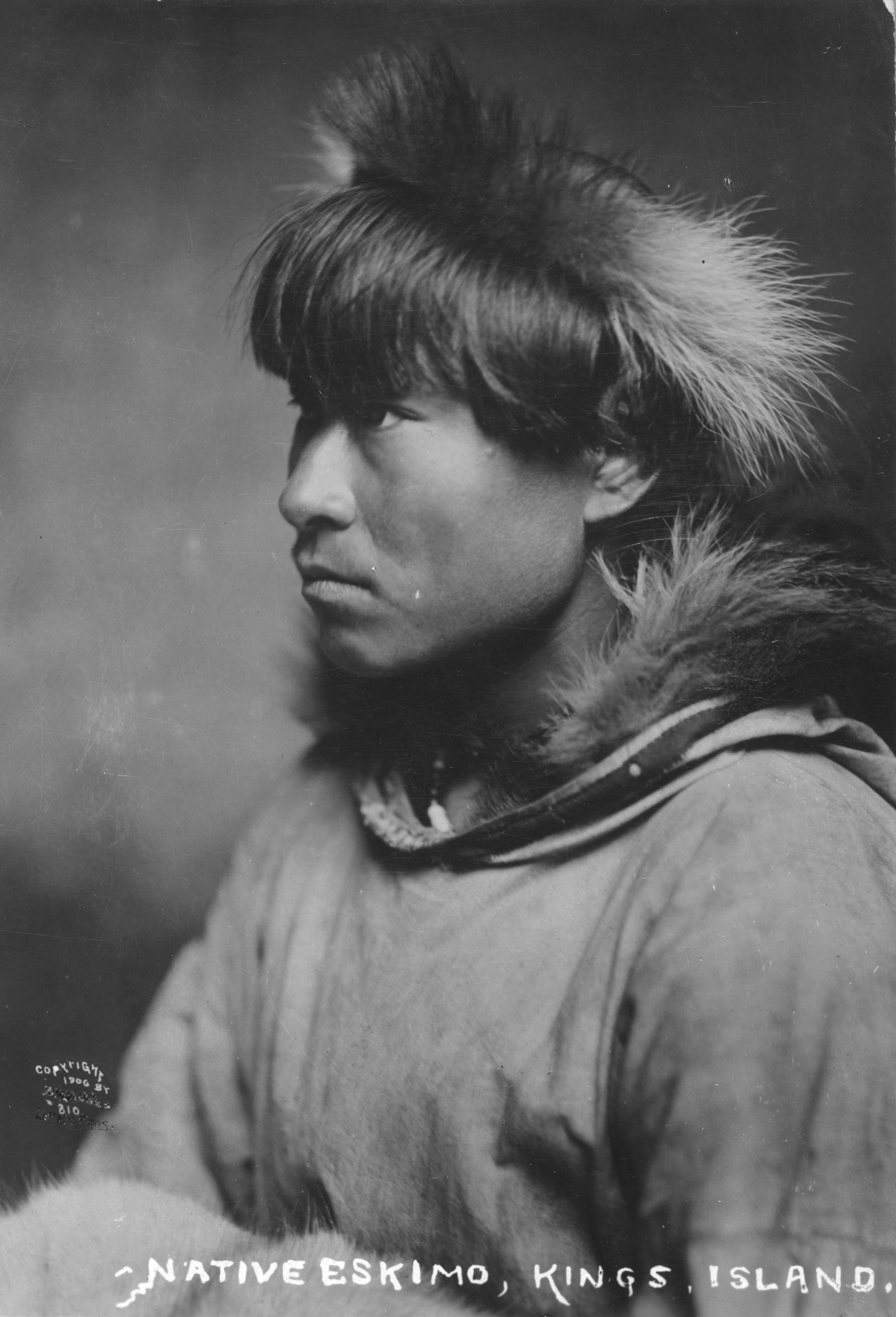
Inuita – 1907

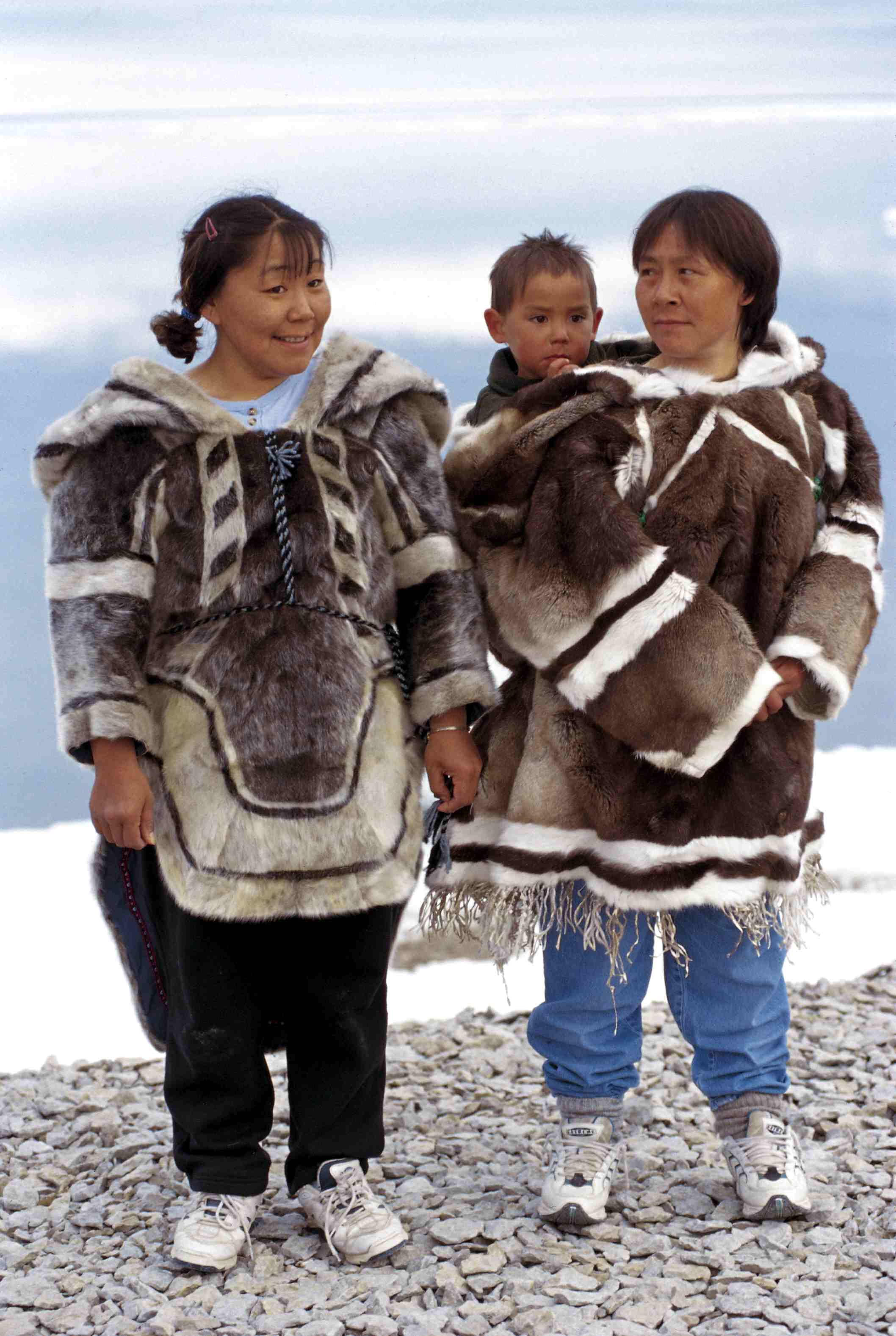
Inuicka rodzina – 1999

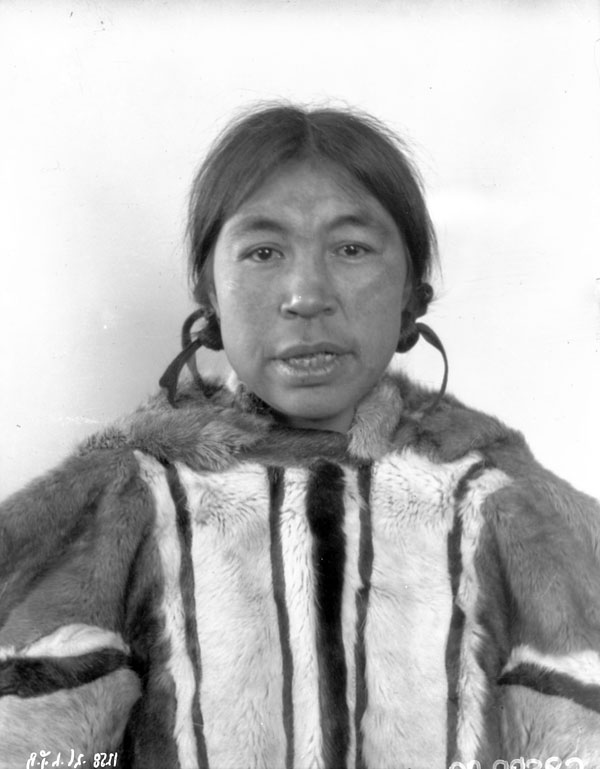
Kanadyjska Inuitka

Inuici (nazwa własna i ang. Inuit, według hasła w encyklopedii PWN nieodmienna nazwa własna Innuit) – grupa rdzennych ludów obszarów arktycznych i subarktycznych Grenlandii, Kanady, Alaski i Syberii. Ludy eskimo-aleuckie należą do rodziny ludów pochodzenia azjatyckiego oraz dzielą się na dwie główne grupy: Jugytów (używających języków yupik) oraz Inuitów.
Inuitów (Inuit) nie należy mylić z Innu (nazwa spolszczana jako: „Innuici”, „Innowie”, „Innuitowie”) – grupą ludów indiańskich z rodziny Northern East Cree z Quebecu i Labradoru, spokrewnioną z plemionami Montagnais i Naskapi.
Dawniej powszechną nazwą było Eskimosi, obecnie uważane za obraźliwą przez wiele osób na Grenlandii i w Kanadzie. Nazwa ta wywodzi się od wyrażenia „zjadacze surowego mięsa”. W językach Inuitów słowo inuk znaczy „osoba”, natomiast inuit – „ludzie”.
Inuici żyją nie tylko na terenach arktycznych i subarktycznych, ale także w diasporze. Wielu Grenlandczyków emigruje do europejskiej części Danii.

## Języki
Inuici mówią językami z grupy eskimo-aleuckiej. Główne języki z tej grupy to:
Wschodnie języki eskimo-aleuckie (języki inuktitut)
- inuktitut – jest używany w Kanadzie
- inupiaq (unupiaq) – jest używany na Alasce oraz w Kanadzie
- kalaallisut (grenlandzki) – oficjalny język Grenlandii

Zachodnie języki eskimo-aleuckie (języki yupik)
- yupik środkowej Alaski
- Język alutiik – jest używany na Alasce
- yupik syberyjski – jest używany na Syberii[9], Alasce oraz w Kanadzie

Języki te są do siebie bardzo podobne i Inuici ze wszystkich grup mogą swobodnie porozumiewać się ze sobą.
Język inuicki jest polisyntetyczny. Charakterystyczną cechą jest duża liczba afiksów. Rzeczownik może mieć do 36 afiksów, zaś czasownik nawet 600. Według badań H. Rinka narzecze grenlandzkie liczy 1371 podstawowych wyrazów i prawie dwa tysiące afiksów.

## Historia

### Przybycie do Ameryki Północnej
Ludzie pojawili się na obszarach arktycznych Ameryki Północnej już ok. 4500 lat temu. Pierwsze ludy tamtych obszarów określa się mianem kultury Dorset i kultury Thule. Lud Thule polował na foki i wieloryby. Kiedy kilkaset lat temu klimat uległ ochłodzeniu i wolne od lodu były tylko wody omywane ciepłymi prądami Oceanu Arktycznego, ludy zamieszkujące centralne i wschodnie obszary Arktyki przekwalifikowały się na łowców fok.
Protoplastami Inuitów były ludy Thule, które około X wieku n.e. wyparły z Ameryki Północnej pozostałości ludów Dorset. Ekspansja ta była ostatnim epizodem rozprzestrzeniania się ludów azjatyckich na obszary Ameryki Północnej. Thule zajmowali się wielorybnictwem. Operując na tych samych akwenach co Normanowie, weszli z nimi w kontakty handlowe. Od nich też nabywali metalowe narzędzia. W końcu XIV wieku Inuici, z niewiadomych powodów, porzucili swój dotychczasowy tryb życia i zaczęli rozprzestrzeniać się na tereny kontynentalne, wokół Zatoki Hudsona. Wielorybnictwo zeszło wtedy na dalszy plan, a głównym źródłem pożywienia stało się polowanie na karibu i foki.

### Przybycie na Grenlandię
Jedne z najstarszych śladów osadnictwa na Grenlandii znaleziono w okolicy miejscowości Saqqaq na północno-zachodnim wybrzeżu. Dlatego nazwano tę starożytną społeczność kulturą Saqqaq. Szacuje się, że mogli się tam pojawić już ok. 4500 lat temu, czyli krótko po przekroczeniu przez pierwszych ludzi Cieśniny Beringa i zasiedleniu Ameryki Północnej. Później pojawiły się tu także ludy z kultur Dorset i Thule i wkrótce te trzy kultury dotarły też na południowe obszary Grenlandii.

### Gospodarka
Choć Inuici utrzymywali ograniczone kontakty najpierw z Normanami, potem z baskijskimi i portugalskimi wielorybnikami prowadzącymi połowy na północnym Atlantyku, a począwszy od początku XVI wieku weszli także w kontakty z podróżnikami poszukującymi Przejścia Północno-Zachodniego, to nie wpłynęły one na styl ich życia.
Począwszy od roku 1670, od powołania Kompanii Zatoki Hudsona rozpoczęły się kontakty Inuitów z Europejczykami. W przeciągu lat spowodowały one zmiany kulturowe społeczności arktycznej. Inuici porzucili swój zgodny z cyklem naturalnym zwyczaj polowań, którego celem było uzyskanie żywności i skór na ubrania i inne wyroby, a zaczęli polować zawodowo w celach wymiany za towary dostarczane przez Kompanię – narzędzia, ubrania, żywność itp. Obecność Kompanii przeciągnęła się do lat trzydziestych XX wieku, na długo po włączeniu terenów arktycznych do Kanady. W istocie Kompania działała jako agent rządu federalnego Kanady w kontaktach z Inuitami. Sytuacja uległa zmianie po 1930, kiedy to załamał się rynek i spadło zapotrzebowanie na surowce dostarczane przez Inuitów. Pomoc federalna dostarczała zaledwie podstawowych środków do życia. Przymus szkolny zmuszał Inuitów do oddawania swych dzieci do odległych szkół, co prowadziło do dezintegracji rodziny lub zamieszkania w budowanych przez rząd osiedlach i do reszty odrywało ich od tradycji.
Często występujący na terenach arktycznych steatyt, o szarej lub ciemnozielonej barwie, miękki i łatwy w obróbce, jest znakomitym surowcem, z którego Inuici rzeźbią figurki arktycznych zwierząt. Rzeźbiarstwo obok łowiectwa jest jednym z głównych źródeł utrzymania.

### Odrodzenie: Terytorium Nunavut
1 kwietnia 1999 roku został powołany nowy, autonomiczny region, Nunavut (w języku inuktitut „Nasz kraj”). Inuici otrzymali ok. 1,9 mln km² i rezerwę federalną w wysokości ponad miliarda dolarów kanadyjskich na okres 14 lat. Mają też prawo do polowań i równorzędnego przedstawicielstwa w nowo powstających instytucjach zarządzających zasobami naturalnymi środowiska, a także prawo do wpływów za gaz, ropę i surowce mineralne.

## Mitologia
Mitologia Inuitów posiadała wiele wspólnych cech z innymi religiami ludów mieszkających w rejonach polarnych. Tradycyjne wierzenia Inuitów mogą być określone jako forma szamanizmu oparta na animizmie.
Mimo iż dominującą religią jest obecnie chrześcijaństwo, wielu Inuitów kontynuuje różne elementy tradycyjnych wierzeń przedchrześcijańskich, a niektórzy zaadaptowali te wierzenia w ramach chrześcijaństwa.

## Sztuka tradycyjna

### Rzeźba
Rzeźba była najbardziej typową i najpowszechniejszą formą sztuki uprawianą przez Inuitów. Rzeźbiarstwo było powszechnym zajęciem w czasie nocy polarnych. Materiałem były kły morsów, kości wielorybów, steatyt i sporadycznie drewno (z powodu jego małej dostępności). Najstarsze znalezione (na Grenlandii) rzeźby inuickie pochodzą z XX w. p.n.e. Rzeźby, zazwyczaj miniaturowe, wykonywano dla ozdoby, w celach magiczno-religijnych (amulety), jako zabawki oraz w ramach hobby.

### Malarstwo
Inuici używali przeważnie dwóch barwników: czerwonego, uzyskiwanego przez rozrobienie rudy żelaza z wodą, a po odparowaniu mieszaniu z tranem, oraz czarnego, uzyskiwanego z sadzy. Obrazki umieszczano na przedmiotach użytkowych. Czasami też malowano na wyprawionej skórze.

### Muzyka
Jedynym tradycyjnym instrumentem był bęben, najczęściej ze skóry morsa. Używany do podawania rytmu w czasie śpiewów i tańca.
Pieśni inuickie są jednostajne, podobne do zawodzenia, wyraźnie rytmiczne, z charakterystycznym refrenem.
Tańce mężczyzn są rodzajem pantomimy opowiadającej o codziennych czynnościach (polowania, jazda zaprzęgiem). Kobiety wykonują tańce polegające na gestykulacji. Wiele z tańców kobiecych wykonuje się siedząc. Obowiązkowym elementem ubioru do tańca są rękawice.
Jedną z funkcji inuickich pieśni są pojedynki na pieśni, w czasie których osoby będące w konflikcie, w czasie publicznej uroczystości, wyśpiewują zarzuty i obelgi pod adresem adwersarza. Często na podstawie takich pojedynków społeczność orzeka o winie i wyniku konfliktu.

### Współczesna sztuka inuicka
Sztuka tego narodu przebiła się do świadomości reszty świata dopiero w 1948, kiedy James Houston, kanadyjski funkcjonariusz administracyjny zorganizował w Montrealu wystawę rzeźby eskimoskiej. W czasie 3 dni sprzedano około tysiąca eksponatów, a informacje z wystawy rozeszły się szeroko w światowych kręgach artystów i handlarzy sztuki. Popyt szybko przewyższył podaż, więc Houston i inni zaczęli dostarczać artystom współczesne narzędzia. Jednocześnie Inuici, dotychczas prawie całkowicie odcięci od świata, zaczęli poznawać inne życie i inną sztukę. Spowodowało to znaczne zmiany w sztuce Inuitów. Część z nich była przejściem na komercjalizm, część zmian została wchłonięta i artyści tworzą tradycyjne dzieła przy użyciu nowych technik.

## Współczesne zagrożenia Inuitów
Największym zagrożeniem dla Inuitów zamieszkujących tereny arktyczne jest coraz większa emisja zanieczyszczeń, które do terenów subpolarnych docierają wraz z wiatrem i prądami morskimi. Część Inuitów nadal spożywa mięso łowionych fok i wielorybów. W tych warunkach jest ono potencjalnym zagrożeniem dla życia i zdrowia, gdyż zwierzęta te żyją w coraz bardziej skażonych akwenach, a mięso z nich staje się trucizną.